# 青山雪雄
青山 雪雄（あおやま ゆきお、旧字体：靑山 雪󠄁雄、英: Yukio Aoyama、1888年3月15日 - 1939年12月11日）は、日本出身のアメリカ合衆国の俳優、編集者、実業家である。本名開発 正次郎（かいはつ まさじろう、旧字体：開發 正次󠄁郞）、別名U・アオヤマ（英: U. Aoyama）。

## 人物・来歴
1888年（明治21年）3月15日、愛知県名古屋市で生まれる。
日本とアメリカで中高等教育を受け、シカゴの演劇学校に通う。Japanes Daily Newsの編集に5年間携わり、記者、劇評家としても仕事をする。在米の日本の証券会社にも勤めた。
1909年（明治41年）に映画界に入り、1915年（大正4年）9月20日、早川雪洲を理事に日本人活動写真俳優組合を結成、幹事兼会計に就任する。同組合には、評議員として栗原トーマス、吉田稔、山本文雄、山田義夫、吉西豊雄、徳永文六（徳永フランク）、木野五郎、関操、小谷ヘンリーが参加した。
1920年（大正9年）にはギルバート・P・ハミルトン監督の『ザ・タイガー・バンド』 The Tiger Band 等に出演した。60作以上のヴァイタグラフ作品で技師、助監督を務めている。
1934年（昭和9年）までには日本に帰国し、『活動写真雑誌』、『講談倶楽部』の仕事をしていた。ハリウッドでは、東洋衣裳社（The Oriental Costume Company）を経営した。
1939年（昭和14年）12月11日、アメリカ合衆国カリフォルニア州ロサンゼルスで死去した。満51歳没。

## おもなフィルモグラフィ
100本以上の映画に関わったがInternet Movie Databaseに掲載されたのはそのごく一部である。
- The Poisoned Dart : 監督ジェームズ・W・ホーン、1916年
- Pidgin Island : 監督フレッド・J・バルシッファー、1916年 - Wah Sing役
- The Bravest Way : 監督ジョージ・メルフォード、1918年 - U Aoyama名義・Shiro Watana役
- 『お雪さん』 A Japanese Nightingale : 監督ジョージ・フィッツモーリス、1918年
- Thieves : 監督フランク・ビール、1919年 - Valet役
- 『紅燈祭』  The Red Lantern : 監督アルベール・カペラーニ、1919年 - Sing役[3]
- The Tiger Band : 監督ギルバート・P・ハミルトン、1920年
- 『汝の使用人は誰か』 Who's Your Servant? : 監督不明、原作・脚本ジュリアン・ジョンソン、1920年 - Ito Natsume役

## ビブリオグラフィ
国立国会図書館蔵書。
- 『ハリーウッド映画王国の解剖』、博文堂出版部、1929年[5]

## 註
1. 1 2 3 4 5 6 7 8 9 10 11  Yukio Aoyama, Internet Movie Database, 2010年3月16日閲覧。
2. ↑  『ハリーウッド映画王国の解剖』、p.281-282.
3. ↑  赤き灯、キネマ旬報映画データベース、2010年3月16日閲覧。
4. ↑  OPAC NDL 検索結果、国立国会図書館、2010年3月11日閲覧。
5. ↑  ハリーウッド映画王国の解剖、国立国会図書館、2010年3月16日閲覧。